# Psorodonotus ebneri
Psorodonotus ebneri är en insektsart som beskrevs av Karabag 1952. Psorodonotus ebneri ingår i släktet Psorodonotus och familjen vårtbitare. IUCN kategoriserar arten globalt som akut hotad. Inga underarter finns listade i Catalogue of Life.